# Jan Scholtens
Jan Scholtens (Eindhoven, 6 mei 1933 – Hilversum, 19 december 2016) was een Nederlands journalist, radio- en televisiemaker en presentator.

## Loopbaan
In de jaren zestig was hij onder meer werkzaam bij de KRO-radio bij de actualiteitenrubriek Echo waarvoor hij reportages in het buitenland maakte, onder meer in 1965 in Griekenland. Later was hij werkzaam voor de AVRO waar hij zijn medewerking verleende aan AVRO's Radiojournaal en Televizier Magazine. Van 1986 tot en met 1997 was hij twaalf jaar lang een van de vaste presentatoren, maar ook verslaggever op locatie en de laatste vier jaar tevens eindredacteur van Opsporing Verzocht.

## Bron(nen)
1. ↑   NRC: Jan Scholtens overleden. Gearchiveerd op 14 augustus 2023.